# Гаврилов Володимир Миколайович (футболіст)
Володимир Миколайович Гаврилов (нар. 16 липня 1960, Новошахтинськ, Ростовська область, РРФСР) — радянський та український футболіст, виступав на позиції воротаря, згодом — тренер. Майстер спорту СРСР.

## Життєпис
Народився в Новошахтинську (Ростовська область), де й розпочав займатися футболом у місцевій ДЮСШ. У дорослому футболі дебютував у 1979 році в елістинському «Уралані», зіграв за команду понад 90 матчів у другій лізі.
У 1984 році перейшов у донецький «Шахтар», але в основу не пробився і був дублером Валентина Єлінскаса, а згодом — Сергія Золотницького. За три сезони в команді виходив на поле лише в трьох матчах вищої ліги. Дебютний матч зіграв 28 вересня 1984 року проти тбіліського «Динамо», і пропустив в цій грі три м'ячі від Рамаза Шенгелії. Також взяв участь у двох матчах Кубка СРСР і грі Кубка сезону 1986 року, де вийшов на заміну перед серією пенальті, але пропустив три з чотирьох ударів киян і «Шахтар» поступився.
По ходу сезону 1986 року перейшов у «Шахтар» (Горлівка). З 1987 року виступав за «Ростсельмаш», зіграв в його складі понад 100 матчів у першій лізі. Останній сезон першості СРСР провів у команді АПК (Азов). Після розпаду СРСР повернувся в Україну і в першому сезоні чемпіонату країни грав в командах нижчих ліг.
У сезоні 1992/93 років повернувся в донецький «Шахтар», але не став гравцем основного складу і за декілька років зіграв лише чотири матчі у вищій лізі України. Значний період часу виступав за дубль «Шахтаря» у другій лізі (в сезоні 1993/94 років команда мала назву «Металург» Костянтинівка), часто виконував пенальті. У матчі Кубка України проти «Авангарду» (Ровеньки) зробив хет-трик, реалізувавши три пенальті, його команда перемогла з рахунком 5:3. Всього в кубковій кампанії 1993/94 забив чотири м'ячі та став одним з найкращих бомбардирів розіграшу.
Наприкінці кар'єри провів один сезон у складі донецького «Металурга», став переможцем першої ліги сезону 1996/97.
З 1998 року працює тренером. У вересні 1998 року став головним тренером донецького «Металурга» і очолював команду до початку зимової перерви. Потім багато років працював в різних клубах України тренером воротарів, тренером ДЮСШ, у «Волині» очолював дублюючий склад.

## Сім'я
Захоплюється риболовлею. Одружений. Син Роман (нар. 1983) теж займався футболом, грав на позиції воротаря за аматорські колективи, потім працював тренером у структурі «Шахтаря».